# Павляни
Павляни (словац. Pavľany) — село и одноимённая община в районе Левоча Прешовского края Словакии. В письменных источниках начинает упоминаться с 1245 года.

## География
Село расположено в юго-западной части края, в пределах северной части горного массива Спишска-Магура, при автодороге 3205. Абсолютная высота — 805 метров над уровнем моря. Площадь муниципалитета составляет 7,71 км².

## Население
| Год:                | 1994 | 2004     | 2014     | 2024     |
| ------------------- | ---- | -------- | -------- | -------- |
| Количество человек: | 118  | 81       | 53       | 43       |
| Разница:            |      | −31,35 % | −34,56 % | −18,86 % |

По данным последней официальной переписи 2021 года, численность населения Павлян составляла 42 человека.
Национальный состав населения (по данным переписи населения 2011 года):
| Национальность | Численность, человек |
| -------------- | -------------------- |
| словаки        | 48                   |
| не указана     | 10                   |

По данным переписи 2021 года, в конфессиональном составе населения преобладали католики (95,2 %).